# El gringo (film 1951)
El gringo (Passage West) è un film del 1951 diretto da Lewis R. Foster.
È un western statunitense ambientato nel 1864 con John Payne, Dennis O'Keefe, Arleen Whelan, Frank Faylen, Mary Anderson e Peter Hansen.

## Produzione
Il film, diretto da Lewis R. Foster su una sceneggiatura dello stesso Foster e un soggetto di Alvah Bessie (al posto del quale, al tempo dell'uscita, era stato accreditato Nedrick Young perché Bessie era stato inserito nella lista nera), fu prodotto da William H. Pine e William C. Thomas tramite la Pine-Thomas Productions. Il credito fu ufficialmente riconosciuto a Bessie solo nel 1997 dalla Writers Guild. Fu girato nei General Service Studios, a Rosamond e nel deserto del Mojave, in California, da inizio giugno al primi di agosto del 1950.

## Distribuzione
Il film fu distribuito negli Stati Uniti nel luglio 1951 (première a Los Angeles il 12 luglio) dalla Paramount Pictures.
Le altre distribuzioni internazionali del film furono:
- in Canada il 19 giugno 2012 (in DVD) (Bullet)
- nel Regno Unito l'8 ottobre 2012
- nei Paesi Bassi il 23 gennaio 2013 (Blu-ray e DVD)
- in Svezia il 23 gennaio 2013 (in DVD)
- in Germania il 7 febbraio 2013 (Blu-ray e DVD)
- in Francia il 13 febbraio 2013 (Blu-ray e DVD) (Bad Yankee)
- in Italia il 21 marzo 2013 (in DVD) (El gringo)
- in Giappone il 19 febbraio 2014
- in Belgio (Rechargé)
- in Spagna (El Gringo)